# David Davies
David Michael R. Davies (Barry, Wales, 3 maart 1985) is een Brits zwemmer. Hij vertegenwoordigde Groot-Brittannië op de Olympische Zomerspelen 2004 in Athene, Griekenland en de Olympische Zomerspelen 2008 in Peking, China.

## Zwemcarrière
Op de Gemenebestspelen 2002 in Manchester, Engeland maakte Davies zijn internationale debuut. Namens Wales bereikte hij de zesde plaats op de 1500 meter vrije slag en werd hij uitgeschakeld in de series van de 200 en 400 meter vrije slag. Op de EK kortebaan 2002 in Riesa, Duitsland veroverde de Brit de zilveren medaille op de 1500 meter vrije slag, op de 400 meter vrije slag en de 400 meter wisselslag strandde hij in de series. Tijdens de WK zwemmen 2003 in Barcelona, Spanje bereikte Davies de vierde plaats op de 1500 meter vrije slag, op de 400 meter vrije slag strandde hij in de series. Op de EK kortebaan 2003 in de Ierse hoofdstad Dublin werd Davies elfde op de 1500 meter vrije slag, op de 400 meter vrije slag en de 400 meter wisselslag werd hij uitgeschakeld in de series. Tijdens de Olympische Zomerspelen van 2004 in Athene, Griekenland veroverde Davies de bronzen medaille op de 1500 meter vrije slag. Op de EK kortebaan 2004, in de Oostenrijkse hoofdstad Wenen, legde de Brit beslag op de zilveren medaille op de 1500 meter vrije slag, daarnaast eindigde hij als zesde op de 400 meter vrije slag.

### 2005-2008
Op de WK zwemmen 2005 in Montreal, Canada legde Davies beslag op de bronzen medaille op de 1500 meter vrije slag en eindigde hij als achtste op de 800 meter vrije slag. Tijdens de EK kortebaan 2005 in Triëst, Italië sleepte de Brit het zilver in de wacht op de 1500 meter vrije slag, op de 400 meter vrije slag strandde hij in de series. In Melbourne, Australië nam Davies, namens Wales, deel aan de Gemenebestspelen 2006. In Melbourne veroverde hij de gouden medaille op de 1500 meter vrije slag en de bronzen medaille op de 400 meter vrije slag. Op de EK kortebaan 2006 in Helsinki, Finland eindigde de Brit als vijfde op de 1500 meter vrije slag. Voor de WK zwemmen 2007 reisde Davies opnieuw af naar Melbourne, Australië. De trip naar Australië leverde hem ditmaal een bronzen medaille op, op de 1500 meter vrije slag. Op de EK zwemmen 2008 in Eindhoven legde hij op de 1500 meter vrije slag beslag op de zilveren medaille. Tijdens de WK kortebaan 2008 in Manchester, Groot-Brittannië won hij de zilveren medaille op de 1500 meter vrije slag. Enkele weken later maakte Davies zijn debuut op een internationaal toernooi, als openwaterzwemmer. Op de WK openwaterzwemmen 2008 in Sevilla, Spanje veroverde hij de zilveren medaille op de 10 kilometer, door deze prestatie kwalificeerde hij zich voor de olympische 10 kilometer. Tijdens de Olympische Zomerspelen van 2008 in Peking, China eindigde de Brit als zesde op de 1500 meter vrije slag. Op de 10 kilometer open water sleepte hij, achter Maarten van der Weijden, de zilveren medaille in de wacht.